# 梅氏拳
梅氏拳，又稱梅絲拳、九堆灰，四川拳術，為中國武術流派之一。

## 源流
清朝光緒年間，河南人梅氏老姑流落江湖，以算命為生，路經四川大足時，收張先烈為徒，盡傳其一身武藝，後來張先烈廣收門徒，開宗立派，為紀念師恩，故稱此拳為梅氏拳或梅絲拳，盛行於大足、榮昌、永川等地。

## 介紹
梅氏拳又稱九堆灰，練習此拳時需要腳繞九堆灰，尤重下盤功夫，講究步靈樁活，以纏提割斷，封閉擒拿為主，多彈腿蹬腿，要求速如奔馬、超騰似捷猴，旋轉如巨輪，緩慢如老牛。身法以吞吐沉浮，純圓側身而進。

## 套路
梅氏拳的招式樁、步靈活、進退自然、手法多變、力發腰間，包含總樁、二路、八門、八捶、紐練、貓兒拳等。在器械方面練有三攔棍、钂耙。